# Angelos Plantzas
Angelos Plantzas (* 30. Januar 1971 in Athen) ist ein ehemaliger deutsch-griechischer Basketballspieler.

## Werdegang
Plantzas spielte bei der DJK Eggolsheim und in Würzburg. Ab 1993 war er Mitglied der SpVgg Rattelsdorf und spielte mit der Mannschaft ab 1998 in der 2. Basketball-Bundesliga. Auch in den Spieljahren 1999/2000, 2000/01 und 2001/02 trat der 1,74 Meter große Aufbauspieler mit Rattelsdorf in der zweithöchsten deutschen Basketball-Liga an.
Von 2002 bis 2003 stand Plantzas im Zweitliga-Aufgebot des TSV Breitengüßbach und dann von Falke Nürnberg. 2005 stieg er mit Nürnberg in die Basketball-Bundesliga auf. Er stand zunächst trotz Berufstätigkeit als Ingenieur auch in der Bundesliga-Saison 2005/06 im Nürnberger Aufgebot, verließ die Mannschaft aber im Herbst 2005 und wechselte zum Regionalligisten TS 1861 Herzogenaurach. Für Herzogenaurach bestritt Plantzas bis zum Ende der Saison 2005/06 15 Spiele in der 1. Regionalliga Südost.
Zur Saison 2006/07 kehrte Plantzas in Nürnbergs Bundesliga-Mannschaft zurück und kam im Laufe des Spieljahres auf 18 Einsätze in der Bundesliga. In der Saison 2007/08 verstärkte er den Regionalligisten 1. FC Baunach. Im Sommer 2008 zog er sich bei einem Freizeitturnier einen Kreuzbandriss zu und setzte in der Saison 2008/09 aus. Ab 2009 spielte er wieder für TS 1861 Herzogenaurach, mittlerweile in der 2. Regionalliga. 2010/11 trat er mit der Mannschaft dann wieder in der 1. Regionalliga Südost an. In Herzogenaurach war er auch als (Spieler-)Trainer tätig. Er betreute die Mannschaft bis zum Saisonende 2013/14 und dann wieder ab November 2014 bis zum Ende des Spieljahres 2014/15.
Als Mitglied der deutschen Altherren-Nationalmannschaften nahm Plantzas 2012 an der Europameisterschaft der Altersklasse Ü40 und 2017 an der Ü45-Weltmeisterschaft teil. Ab 2019 gehörte er zum Trainerstab des TSV Breitengüßbach und war für das Einzeltraining von Spielern zuständig, in der Saison 2020/21 war er Assistenztrainer und wurde im Sommer 2021 Breitengüßbacher Cheftrainer.